# Branewka-Kolonia
Branewka-Kolonia – wieś w Polsce położona w województwie lubelskim, w powiecie janowskim, w gminie Dzwola. Przez miejscowość przepływa Branew, niewielka rzeka dorzecza Sanu, dopływ Bukowej.
W latach 1975–1998 miejscowość administracyjnie należała do województwa tarnobrzeskiego. Według Narodowego Spisu Powszechnego (III 2011 r.) wieś liczyła 165 mieszkańców.
Należy do Parafii św. Anny w Branwi. 

## Historia
Wieś powstała przed II wojną światową. W 1928 r. mieszkańcy dwóch wsi: Momoty Jakubowe i Momoty Nowa Osada zawarli z ordynacją układ o zamianę posiadanych gruntów na inne, z powodu ich niskiej wartości gospodarczej. Nowe grunty wydzielono im z folwarku Branewka. Rok później gospodarze otrzymali rzeczone działki przenosząc się na nie wraz z budynkami. Obie te wsie położone były w lasach między Łążkiem a Momotami Dolnymi. Momoty Jakubowe powstały w XVIII w. (pierwsza wzmianka w 1781 r.), zaś Momoty Nowa Osada ok. 1830 r. w wyniku regulacji gruntów w kluczu janowskim. W 1921 roku liczyły, Momoty Jakubowe 19 domów i 118 mieszkańców, a Momoty Nowa Osada 9 domów i 49 mieszkańców. W wyniku walk frontowych w 1944 r. na Kolonii zginęło kilka osób, a 15 zagród spłonęło.